# Свидвин
Свидвин (пол. Świdwin), Шифельбайн (нем. Schivelbein) — город в Польше, входит в Западно-Поморское воеводство, Свидвинский повят. Имеет статус городской гмины. Занимает площадь 22,51 км². Население — 15 756 человек (на 2013 год)
В Свидвине родился знаменитый немецкий учёный и политический деятель Рудольф Вирхов (1821—1902).

## История

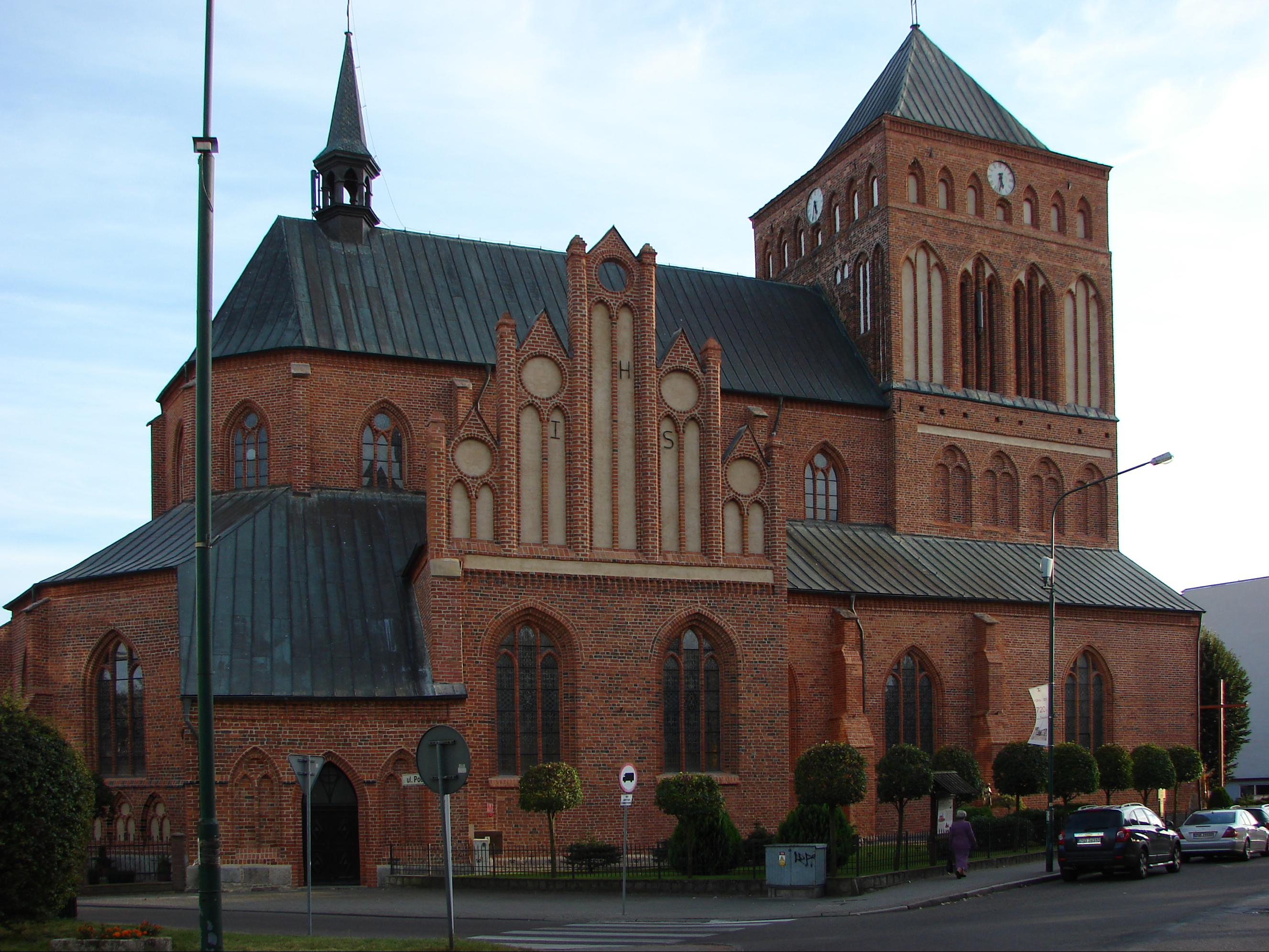
Церковь Божией Матери Неустанной Помощи, построенный в 1388 году
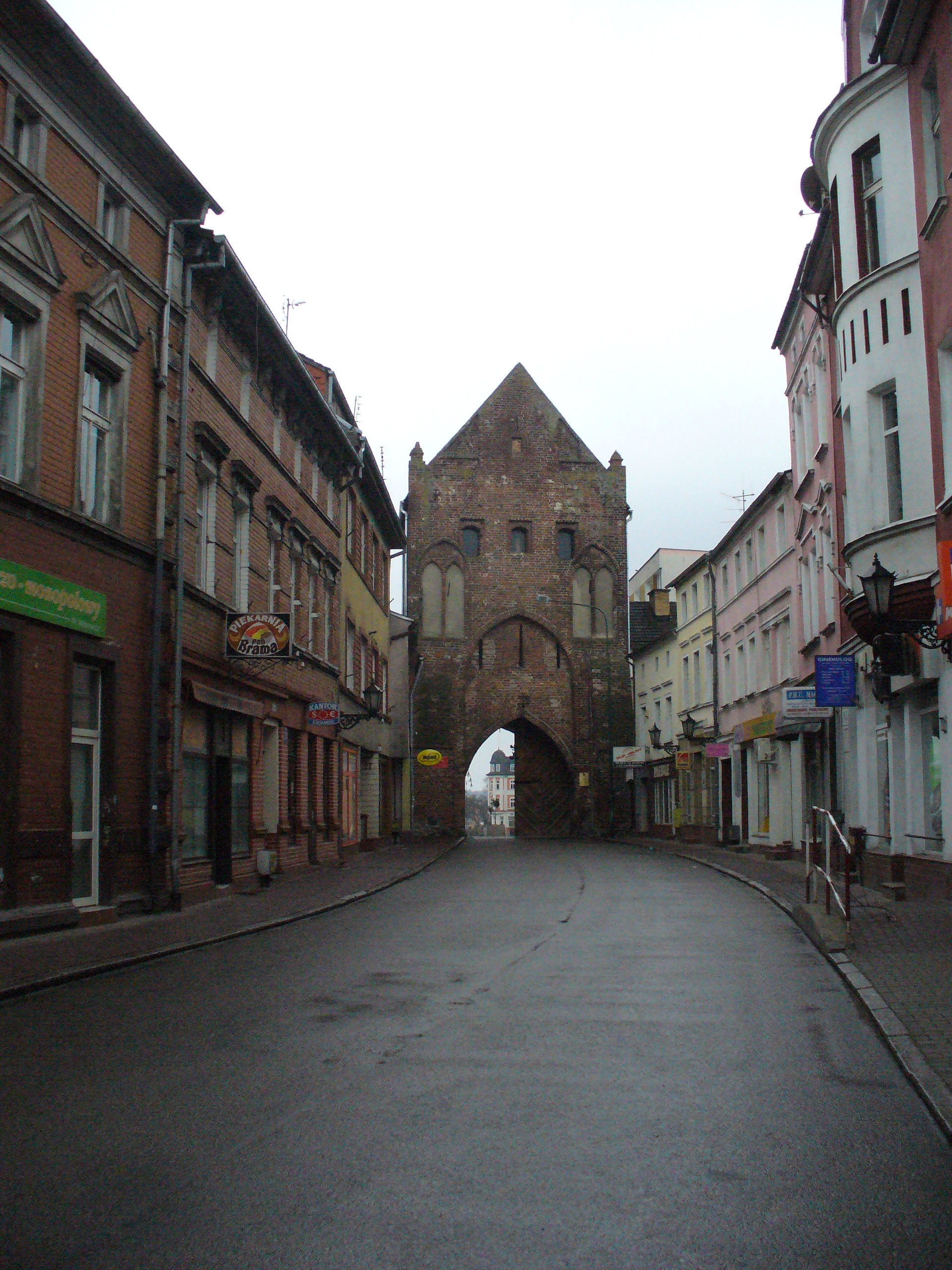
Городские ворота
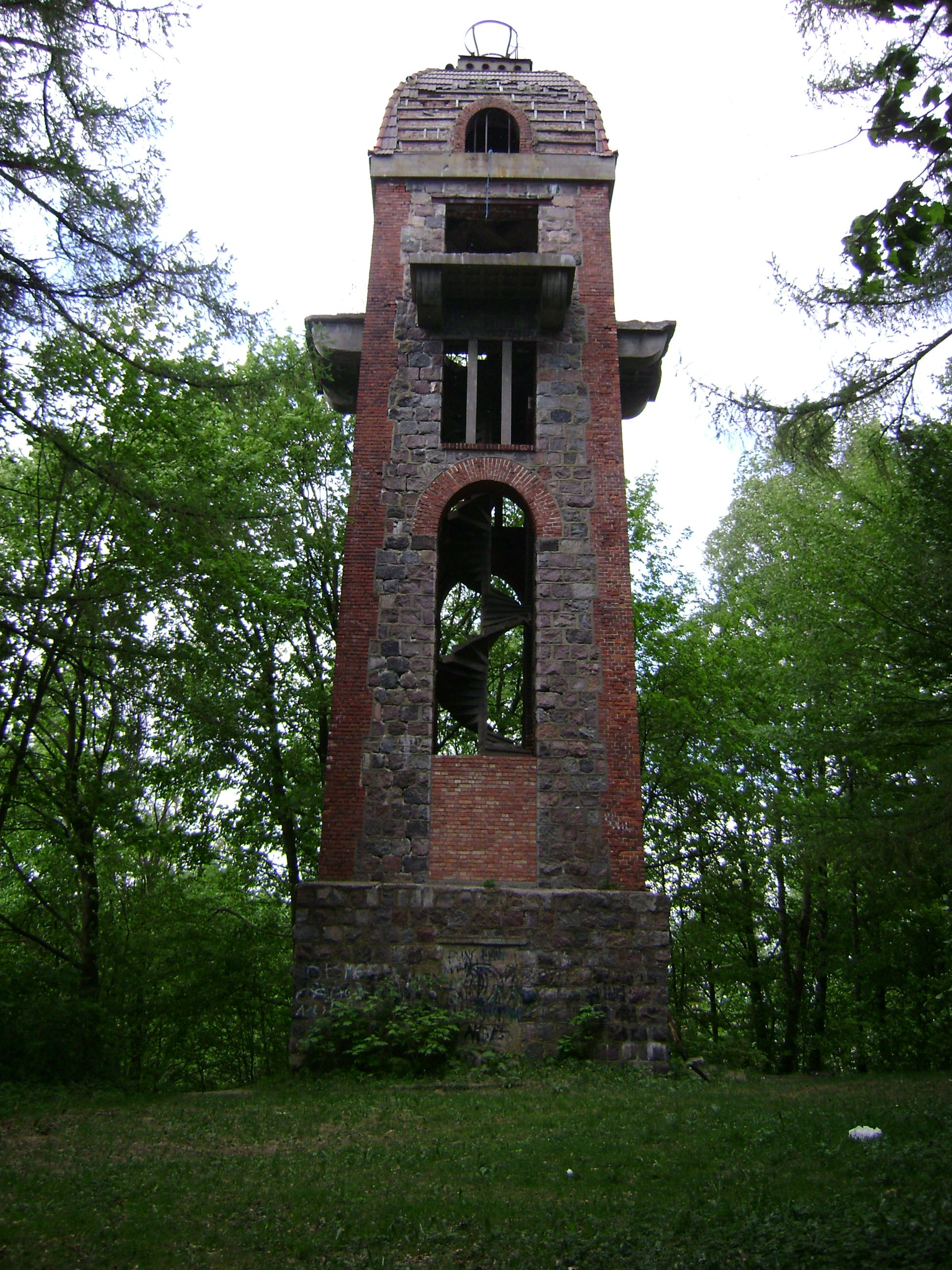
Башня Бисмарка
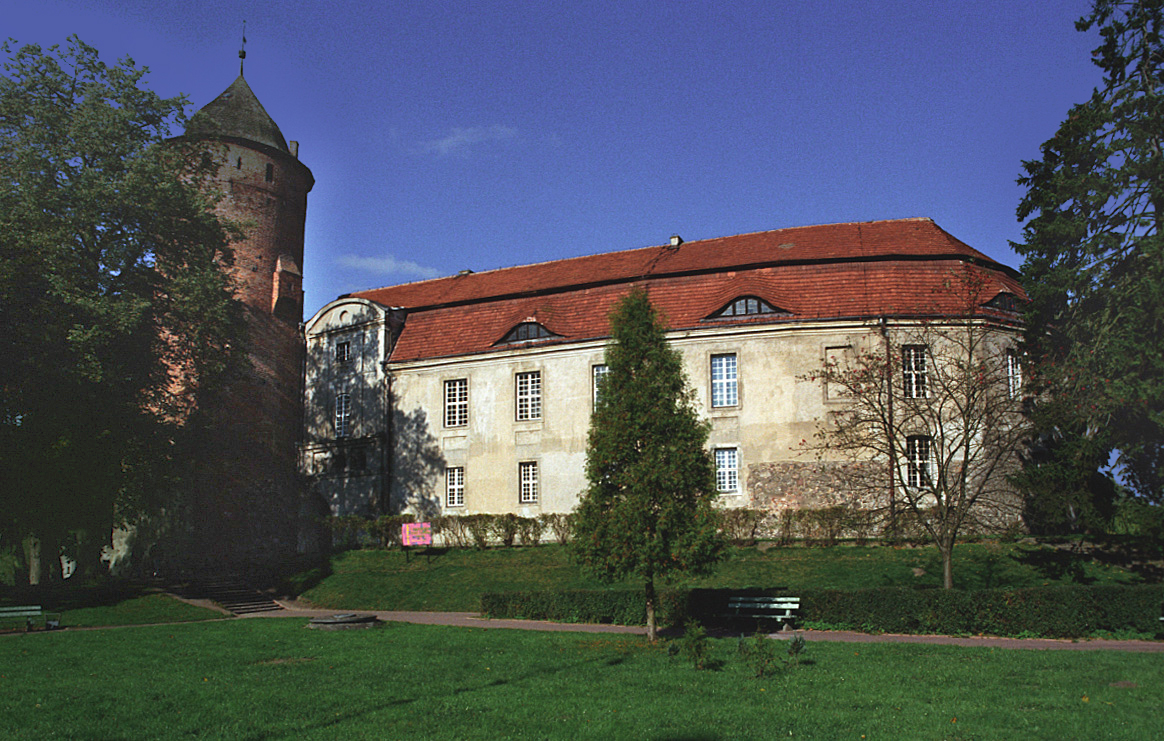
Замок
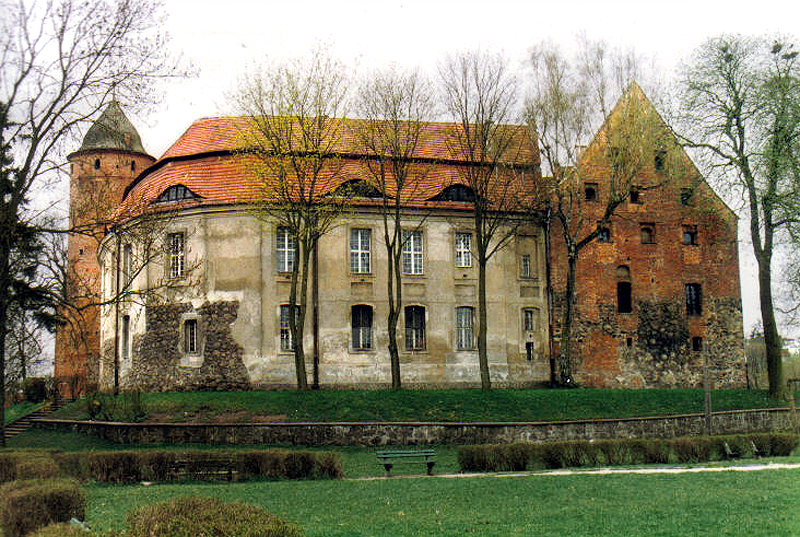
Замок
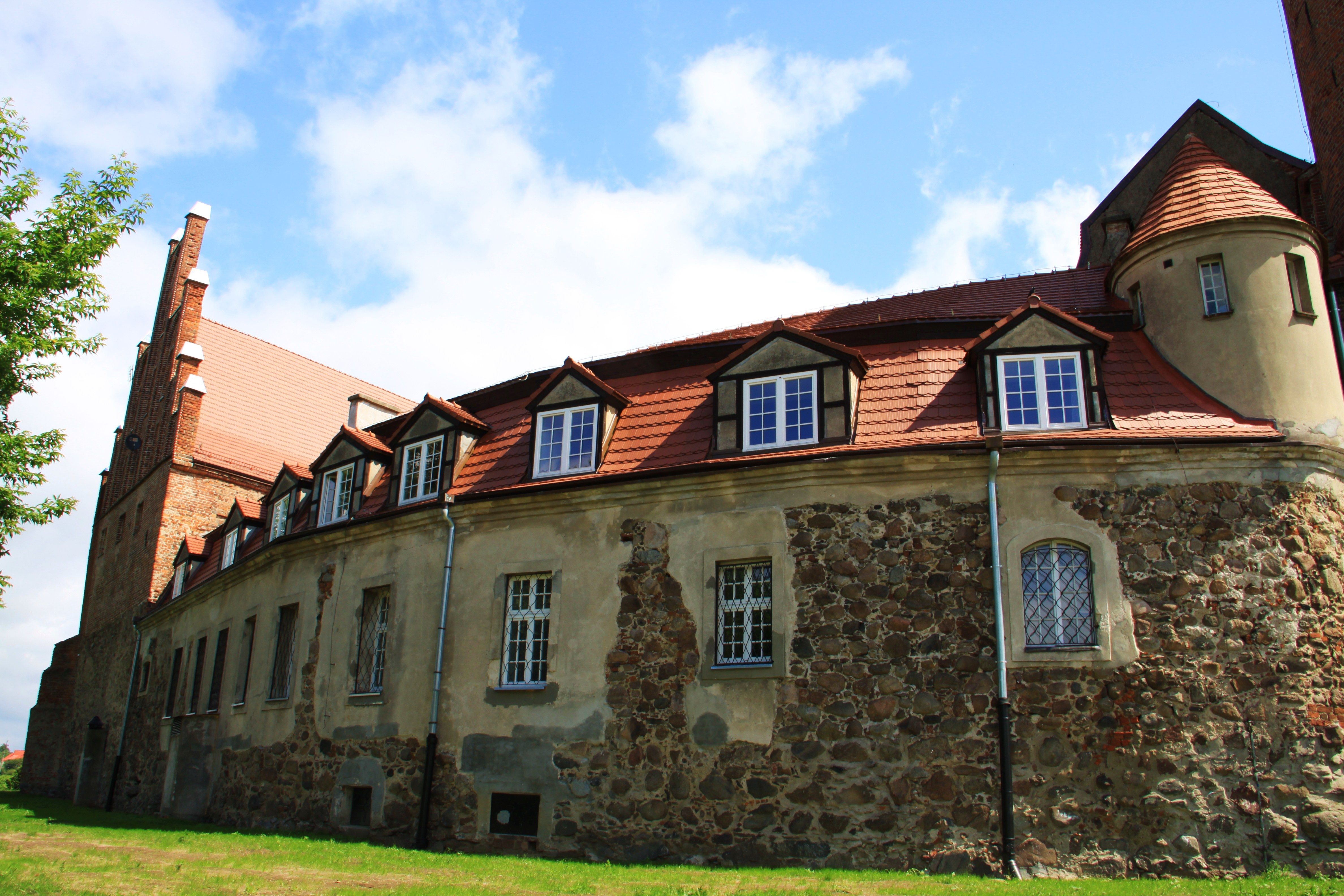
Замок
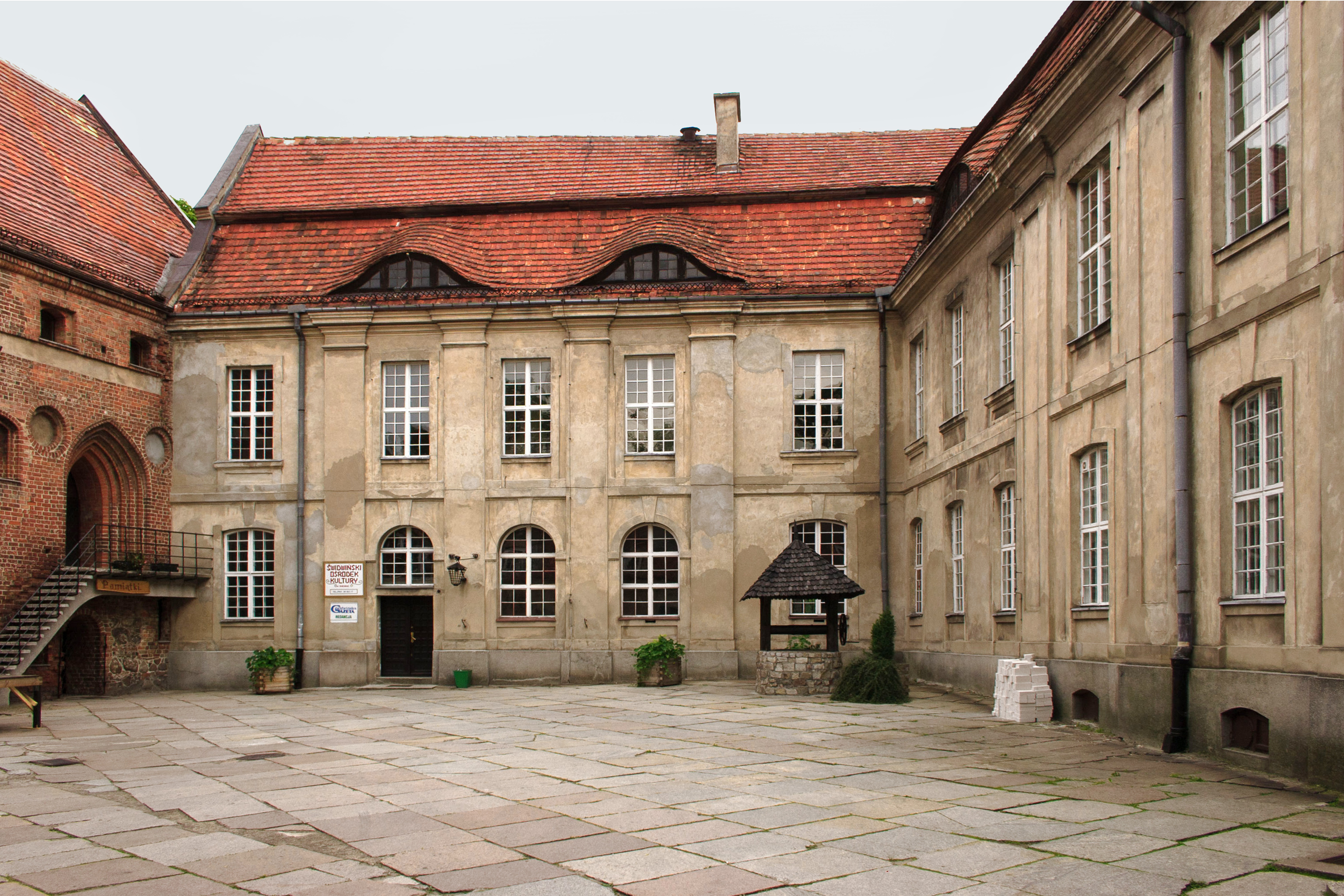
Внутренний двор замка